# 红花尔基镇
红花尔基镇，是中华人民共和国内蒙古自治区呼伦贝尔市鄂温克族自治旗下辖的一个乡镇级行政单位。

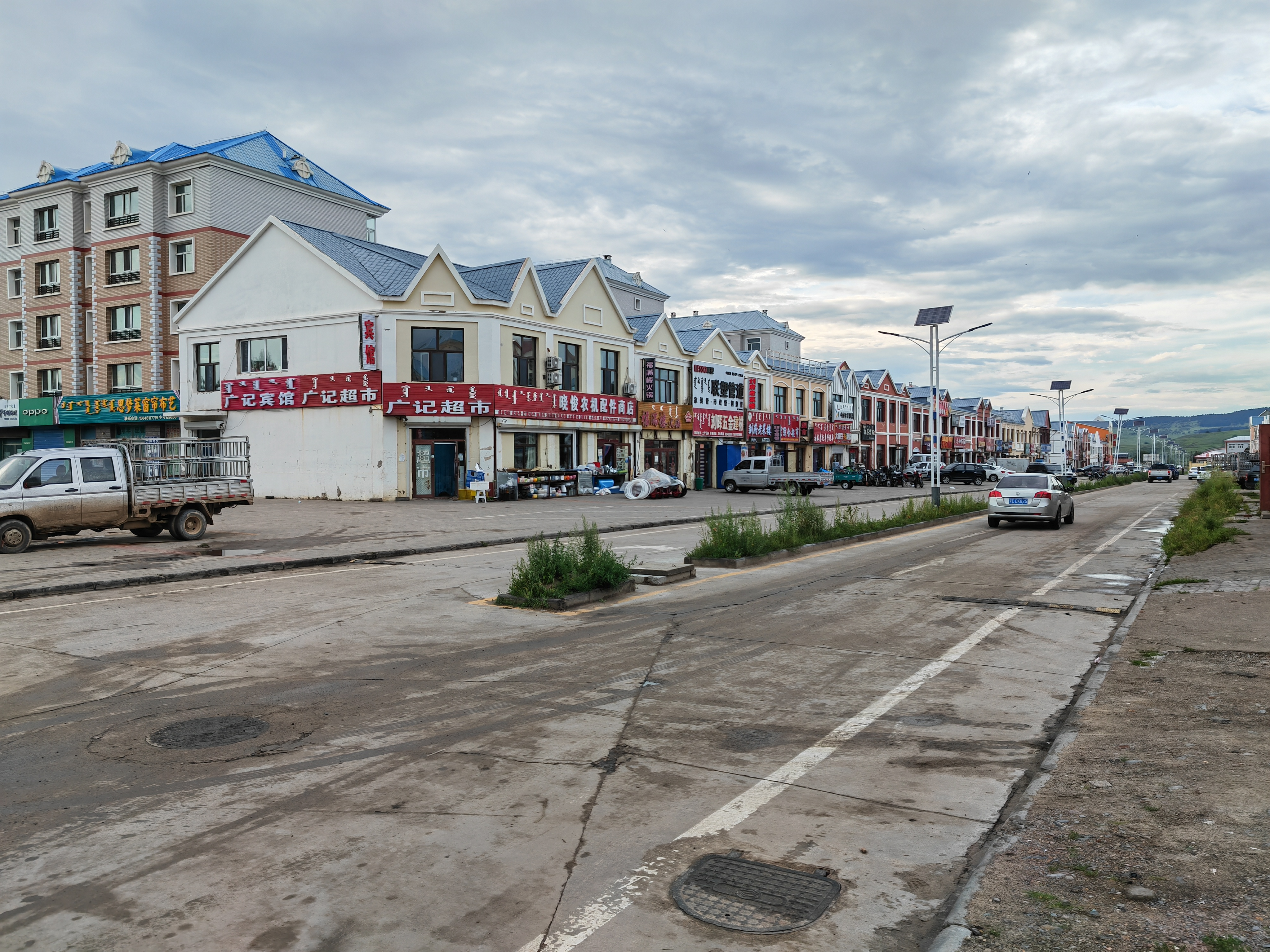
红花尔基镇 步行街

## 行政区划
红花尔基镇下辖以下地区：
安园社区。